# Wolfeboro (Nuevo Hampshire)
Wolfeboro es un pueblo ubicado en el condado de Carroll en el estado estadounidense de Nuevo Hampshire. En el Censo de 2010 tenía una población de 6.269 habitantes y una densidad poblacional de 41,41 personas por km².

## Geografía
Wolfeboro se encuentra ubicado en las coordenadas 43°36′20″N 71°10′37″O / 43.60556, -71.17694. Según la Oficina del Censo de los Estados Unidos, Wolfeboro tiene una superficie total de 151.37 km², de la cual 123.99 km² corresponden a tierra firme y (18.09%) 27.38 km² es agua.

## Demografía
Según el censo de 2010, había 6.269 personas residiendo en Wolfeboro. La densidad de población era de 41,41 hab./km². De los 6.269 habitantes, Wolfeboro estaba compuesto por el 97.61% blancos, el 0.18% eran afroamericanos, el 0.18% eran amerindios, el 0.8% eran asiáticos, el 0.02% eran isleños del Pacífico, el 0.21% eran de otras razas y el 1.02% pertenecían a dos o más razas. Del total de la población el 1.29% eran hispanos o latinos de cualquier raza.